# Società Sportiva Dilettantistica Unione Triestina 2012 2014-2015
Questa voce raccoglie le informazioni riguardanti l'Unione Triestina 2012 Società Sportiva Dilettantistica nelle competizioni ufficiali della stagione 2014-2015.

## Stagione
Nella stagione 2014-2015 la Triestina disputa il sesto campionato nei dilettanti della sua storia, partecipando alla Serie D girone C. Al termine del campionato si classifica al quindicesimo posto, prendendo parte ai Play-out. Il 24 maggio 2015 si salva in gara secca contro Dro, disputata fuori casa per la peggiore posizione in classifica, e terminata 3-1 ai supplementari.
Nella Coppa Italia di categoria la squadra si ferma al primo turno, perdendo ai rigori a Chioggia contro la Clodiense (5-2 il risultato finale).

## Divise e sponsor
Sponsor tecnico è Adidas.

## Organigramma societario
Tratta dal sito ufficiale.
Area direttiva
- Presidente: Marco Pontrelli
- Amministratore Delegato: Pangrazio Di Piero
- Direttore Generale: Gilberto Lippi
- Direttore Sportivo: Michele Maragliulo

Area organizzativa e comunicazione
- Amministrazione: Lorenzo Benella
- Responsabile Comunicazione: Gabriele Bruni
- Segreteria: Francesco Di Gregorio
- Responsabile della Sicurezza: Paul Pisani
- Addetto all'arbitro: Mauro Gangale

Area tecnica
- Direttore Tecnico: Stefano Lotti
- Allenatore: Stefano Lotti (1ª-8ª),
poi Giuseppe Ferazzoli (9ª-29ª),
poi Gianluca Gagliardi (30ª-33ª),
poi Stefano Lotti (34ª),
poi Giuseppe Ferazzoli (Play-out)
- Match Analyst: Marco Mariotto
- Team Manager: Giambattista Sposito
- Preparatore Atletico: Mario Ciac

Area sanitaria
- Medico Sociale: Marcello Tence
- Massaggiatrice: Lucia Pierobon

## Rosa
Rosa a febbraio 2015.
| N. |                    | Ruolo | Calciatore            |
| -- | ------------------ | ----- | --------------------- |
|    | Italia (bandiera)  | P     | Nicholas Di Piero     |
|    | Italia (bandiera)  | P     | Francesco Zucca       |
|    | Italia (bandiera)  | D     | Anselmo Antonelli     |
|    | Italia (bandiera)  | D     | Giuseppe Arvia        |
|    | Italia (bandiera)  | D     | Federico Celli        |
|    | Italia (bandiera)  | D     | Luca Crosato          |
|    | Italia (bandiera)  | D     | Patrik Fabbri         |
|    | Italia (bandiera)  | D     | Francesco Fiore       |
|    | Italia (bandiera)  | D     | Eugenio Giannetti     |
|    | Italia (bandiera)  | D     | Patrick Muccio Crasso |
|    | Italia (bandiera)  | D     | Simone Pennicchi      |
|    | Italia (bandiera)  | D     | Luca Piscopo          |
|    | Italia (bandiera)  | D     | Andrea Ventura        |
|    | Italia (bandiera)  | C     | Simone Amadio         |
|    | Italia (bandiera)  | C     | Matteo Bedin          |
|    | Italia (bandiera)  | C     | Ivo Bez               |
|    | Senegal (bandiera) | C     | Thiam Mademba Diop    |
|    | Italia (bandiera)  | C     | Domenico Giordano     |
|    | Italia (bandiera)  | C     | Andrea Loperfido      |

| N. |                           | Ruolo | Calciatore            |
| -- | ------------------------- | ----- | --------------------- |
|    | Italia (bandiera)         | C     | Riccardo Nuzzi        |
|    | Italia (bandiera)         | C     | Andrea Gusella        |
|    | Italia (bandiera)         | C     | Daniele Proia         |
|    | Italia (bandiera)         | C     | Marco Sittaro         |
|    | Italia (bandiera)         | C     | Stefano Spadari       |
|    | Italia (bandiera)         | C     | Giacomo Gasparotto    |
|    | Italia (bandiera)         | C     | Davide Giorgino       |
|    | Italia (bandiera)         | A     | Sergio Maria Giacani  |
|    | Italia (bandiera)         | A     | Massimiliano Lionetti |
|    | Italia (bandiera)         | A     | Stefano Aquilani      |
|    | Italia (bandiera)         | A     | Pasquale Manzo        |
|    | Croazia (bandiera)        | A     | Ivan Miličević        |
|    | Italia (bandiera)         | A     | Filippo Maria Morgavi |
|    | Italia (bandiera)         | A     | Damiano Pontrelli     |
|    | Italia (bandiera)         | A     | Daniele Rocco         |
|    | Italia (bandiera)         | A     | Roberto Risa          |
|    | Argentina (bandiera)      | A     | Gino Clara            |
|    | Rep. del Congo (bandiera) | A     | Francois Kabangu      |

## Risultati

### Serie D

#### Girone di andata
| Mezzocorona 7 settembre 2014, ore 15:00 CEST 1ª giornata | Mezzocorona    | 0 – 0 referto | Triestina | Stadio Comunale (287 spett.)\| Arbitro: \| Curti (Milano) \| |
| Arbitro:                                                 | Curti (Milano) |               |           |                                                              |

| Arbitro: | Colinucci (Cesena) |

|         |           |                                  |
| Bez 90’ | Marcatori | 42’ Grion 53’ Beccaro 69’ Baggio |

| Arbitro: | Pedretti (Milano) |

|                                           |           |                |
| Trinchieri 17’ Marchetti 70’ Carlotto 87’ | Marcatori | 40’ (rig.) Bez |

| Arbitro: | Cudini (Fermo) |

|        |           |             |
| Bez 5’ | Marcatori | 38’ Capalbo |

| Arbitro: | Detta (Mantova) |

|                       |           |           |
| Posocco 38’ Samba 80’ | Marcatori | 40’ Fiore |

| Arbitro: | Chindemi (Viterbo) |

|  |           |                                 |
|  | Marcatori | 29’ Giglio 79’ (rig.) Dal Dosso |

| Arbitro: | Bendandi (Ravenna) |

|                           |           |              |
| Gazzola 11’ Podvorica 72’ | Marcatori | 39’ Aquilani |

| Arbitro: | D'Aquino (Roma) |

|  |           |            |
|  | Marcatori | 88’ Dassiè |

| Arbitro: | Miele (Torino) |

|           |           |                |
| Aperi 83’ | Marcatori | 87’ (rig.) Bez |

| Arbitro: | Giovanni Meloni (Carbonia) |

|  |           |                         |
|  | Marcatori | 50’ Masiero 75’ Cecchel |

| Arbitro: | Di Cairano (Ariano Irpino) |

|              |           |               |
| Pelizzer 68’ | Marcatori | 44’ Miličević |

| Trieste 23 novembre 2014, ore 14:30 CET 12ª giornata | Triestina       | 0 – 0 referto | Union Pro | Stadio Nereo Rocco (1287 spett.)\| Arbitro: \| Guddo (Palermo) \| |
| Arbitro:                                             | Guddo (Palermo) |               |           |                                                                   |

| Arbitro: | Cusanno (Chiavasso) |

|               |           |           |
| Ciurletti 45’ | Marcatori | 42’ Proia |

| Arbitro: | Dalla Palma (Milano) |

|           |           |                     |
| Proia 13’ | Marcatori | 57’ (rig.) F.Furlan |

| Arbitro: | Lorenzo Gentile (Seregno) |

|               |           |                              |
| Deimichei 31’ | Marcatori | 55’ Bedin 90+1’ (rig.) Rocco |

| Arbitro: | Perissinotto (San Donà) |

|                          |           |           |
| Ortolan 31’ Gargiulo 39’ | Marcatori | 80’ Manzo |

| Arbitro: | Cataldo (Bergamo) |

|                                             |           |                                                  |
| Fiore 35’ Miličević 49’ Manzo 63’ Rocco 66’ | Marcatori | 8’ (rig.) 31’ Fioretti 32’ Longato 48’ Viteritti |

#### Girone di ritorno
| Arbitro: | Pirriatore (Bologna) |

|                                  |           |               |
| Miličević 52’ Rocco 90+1’ (rig.) | Marcatori | 55’ Fochesato |

| Arbitro: | Marco Ricci (Firenze) |

|              |           |              |
| Sottovia 28’ | Marcatori | 89’ Aquilani |

| Arbitro: | Pennino (Palermo) |

|                      |           |                            |
| Rocco 22’ 60’ (rig.) | Marcatori | 52’ Carlotto 82’ Draghetti |

| Arbitro: | Meleleo (Casarano) |

|             |           |             |
| Rabbeni 89’ | Marcatori | 60’ Piscopo |

| Arbitro: | Cudini (Fermo) |

|               |           |                           |
| Rocco 13’ 80’ | Marcatori | 32’ Merli Sala 65’ Masoch |

| Arbitro: | Bonocore (Marsala) |

|                 |           |                                      |
| Gambino 11’ 40’ | Marcatori | 16’ Miličević 88’ (rig.) 90+3’ Rocco |

| Arbitro: | Palermo (Bari) |

|                                        |           |                              |
| Manzo 29’, 30’ Rocco 68’ Miličević 73’ | Marcatori | 72’ (rig.) Vigo 75’ Mattioli |

| Arbitro: | Bendandi (Ravenna) |

|                        |           |           |
| Mastellotto 25’ (rig.) | Marcatori | 67’ Fiore |

| Arbitro: | Di Gioia (Nola) |

|               |           |                                    |
| Giannetti 57’ | Marcatori | 20’ Petrilli 55’ Ilari 90+2’ Zubin |

| Arbitro: | Andrea Tursi (Valdarno) |

|              |           |             |
| Cusinato 36’ | Marcatori | 90+2’ Proia |

| Arbitro: | Lillo (Brindisi) |

|           |           |                           |
| Bedin 74’ | Marcatori | 34’ Santi 90’ Mastroianni |

| Arbitro: | Giuseppe Trischitta (Messina) |

|                             |           |          |
| Palmieri 87’ Cattelan 90+2’ | Marcatori | 5’ Proia |

| Trieste 12 aprile 2015 30ª giornata | Triestina          | 0 – 0 referto | Dro | Stadio Nereo Rocco (1466 spett.)\| Arbitro: \| Citarella (Matera) \| |
| Arbitro:                            | Citarella (Matera) |               |     |                                                                      |

| Arbitro: | Nicoletti (Catanzaro) |

|           |           |           |
| Zambon 6’ | Marcatori | 69’ Manzo |

| Arbitro: | Ceccon (Lovere) |

|                            |           |                 |
| Bedin 38’ Dossi 44’ (aut.) | Marcatori | 30’ (rig.) Tisi |

| Arbitro: | Colinucci (Cesena) |

|  |           |              |
|  | Marcatori | 39’ Gargiulo |

| Arbitro: | Madonia (Palermo) |

|             |           |                |
| Adriano 61’ | Marcatori | 13’, 68’ Rocco |

#### Play-out
| Arbitro: | Giuseppe Mansi (Nocera Inferiore) |

|                     |           |                                      |
| Bertoldi 81’ (rig.) | Marcatori | 50’ (rig.) 120+1’ Rocco 120+8’ Proia |

### Coppa Italia Serie D
- La Triestina è stata esentata dal turno preliminare

| Arbitro: | Luca Detta (Mantova) |

|                                   |                      |                      |
| Carlucci 53’                      | Marcatori            | 49’ Bez              |
| Carlucci Olivieri Mazzetto Isotti | Tiri di rigore 4 – 1 | Proia Piscopo Fabbri |

## Statistiche

### Statistiche di squadra
| Competizione         | Punti | In casa | In casa | In casa | In casa | In casa | In casa | In trasferta | In trasferta | In trasferta | In trasferta | In trasferta | In trasferta | Totale | Totale | Totale | Totale | Totale | Totale | DR  |
| Competizione         | Punti | G       | V       | N       | P       | Gf      | Gs      | G            | V            | N            | P            | Gf           | Gs           | G      | V      | N      | P      | Gf     | Gs     | DR  |
| -------------------- | ----- | ------- | ------- | ------- | ------- | ------- | ------- | ------------ | ------------ | ------------ | ------------ | ------------ | ------------ | ------ | ------ | ------ | ------ | ------ | ------ | --- |
| Serie D (girone C)   | 34    | 17      | 3       | 7       | 7       | 21      | 28      | 17           | 3            | 9            | 5            | 20           | 23           | 34     | 6      | 16     | 12     | 41     | 51     | -10 |
| Play-out             |       | -       | -       | -       | -       | -       | -       | 1            | 1            | 0            | 0            | 3            | 1            | 1      | 1      | 0      | 0      | 3      | 1      | +2  |
| Coppa Italia Serie D |       | -       | -       | -       | -       | -       | -       | 1            | 0            | 1            | 0            | 1            | 1            | 1      | 0      | 1      | 0      | 1      | 1      | 0   |
| Totale               |       | 17      | 3       | 7       | 7       | 21      | 28      | 19           | 4            | 10           | 5            | 24           | 25           | 36     | 7      | 17     | 12     | 45     | 53     | -8  |

### Statistiche dei giocatori
| Giocatore        | Serie D  | Serie D | Serie D     | Serie D    | Play-out | Play-out | Play-out    | Play-out   | Coppa Italia Serie D | Coppa Italia Serie D | Coppa Italia Serie D | Coppa Italia Serie D | Totale   | Totale | Totale      | Totale     |
| Giocatore        | Presenze | Reti    | Ammonizioni | Espulsioni | Presenze | Reti     | Ammonizioni | Espulsioni | Presenze             | Reti                 | Ammonizioni          | Espulsioni           | Presenze | Reti   | Ammonizioni | Espulsioni |
| ---------------- | -------- | ------- | ----------- | ---------- | -------- | -------- | ----------- | ---------- | -------------------- | -------------------- | -------------------- | -------------------- | -------- | ------ | ----------- | ---------- |
| N. Di Piero      | 28       | -40     | 1           | 0          | 1        | -1       | 0           | 0          | 1                    | -1                   | 0                    | 0                    | 30       | -42    | 1           | 0          |
| F. Zucca         | 5        | -11     | 1           | 0          | 0        | 0        | 0           | 0          | 0                    | 0                    | 0                    | 0                    | 5        | -11    | 1           | 0          |
| A. Antonelli     | 14       | 0       | 2           | 0          | 0        | 0        | 0           | 0          | 0                    | 0                    | 0                    | 0                    | 14       | 0      | 2           | 0          |
| G. Arvia         | 25       | 0       | 2           | 0          | 1        | 0        | 1           | 0          | 1                    | 0                    | 0                    | 0                    | 27       | 0      | 3           | 0          |
| F. Celli         | 27       | 0       | 6           | 0          | 0        | 0        | 0           | 0          | 1                    | 0                    | 0                    | 0                    | 28       | 0      | 6           | 0          |
| L. Crosato       | 21       | 0       | 1           | 0          | 1        | 0        | 0           | 0          | 0                    | 0                    | 0                    | 0                    | 22       | 0      | 1           | 0          |
| P. Fabbri        | 4        | 0       | 0           | 0          | -        | -        | -           | -          | 1                    | 0                    | 0                    | 0                    | 5        | 0      | 0           | 0          |
| F. Fiore         | 22       | 3       | 4           | 0          | 1        | 0        | 0           | 0          | 1                    | 0                    | 0                    | 0                    | 24       | 3      | 4           | 0          |
| E. Giannetti     | 17       | 1       | 3           | 0          | 1        | 0        | 0           | 0          | 0                    | 0                    | 0                    | 0                    | 18       | 1      | 3           | 0          |
| P. Muccio Crasso | 1        | 0       | 0           | 0          | -        | -        | -           | -          | 0                    | 0                    | 0                    | 0                    | 1        | 0      | 0           | 0          |
| S. Pennicchi     | 2        | 0       | 1           | 0          | -        | -        | -           | -          | 0                    | 0                    | 0                    | 0                    | 2        | 0      | 1           | 0          |
| L. Piscopo       | 28       | 1       | 9           | 1          | 1        | 0        | 1           | 1          | 1                    | 0                    | 0                    | 0                    | 30       | 1      | 10          | 2          |
| A. Ventura       | 12       | 0       | 4           | 0          | 1        | 0        | 0           | 0          | 0                    | 0                    | 0                    | 0                    | 13       | 0      | 4           | 0          |
| S. Amadio        | 2        | 0       | 0           | 0          | -        | -        | -           | -          | 1                    | 0                    | 0                    | 0                    | 3        | 0      | 0           | 0          |
| M. Bedin         | 18       | 3       | 7           | 0          | 1        | 0        | 1           | 0          | 0                    | 0                    | 0                    | 0                    | 19       | 3      | 8           | 0          |
| I. Bez           | 11       | 4       | 5           | 0          | -        | -        | -           | -          | 1                    | 1                    | 0                    | 0                    | 12       | 5      | 5           | 0          |
| T.M. Diop        | 5        | 0       | 1           | 0          | -        | -        | -           | -          | 0                    | 0                    | 0                    | 0                    | 5        | 0      | 1           | 0          |
| D. Giordano      | 19       | 0       | 4           | 0          | 0        | 0        | 0           | 0          | 0                    | 0                    | 0                    | 0                    | 19       | 0      | 4           | 0          |
| A. Loperfido     | 5        | 0       | 1           | 1          | -        | -        | -           | -          | 0                    | 0                    | 0                    | 0                    | 5        | 0      | 1           | 1          |
| R. Nuzzi         | 7        | 0       | 0           | 0          | -        | -        | -           | -          | 1                    | 0                    | 0                    | 0                    | 8        | 0      | 0           | 0          |
| A. Gusella       | 14       | 0       | 1           | 0          | 1        | 0        | 0           | 0          | 0                    | 0                    | 0                    | 0                    | 15       | 0      | 1           | 0          |
| D. Proia         | 31       | 4       | 9           | 0          | 1        | 1        | 0           | 0          | 1                    | 0                    | 0                    | 0                    | 33       | 5      | 9           | 0          |
| M. Sittaro       | 4        | 0       | 0           | 0          | -        | -        | -           | -          | 1                    | 0                    | 0                    | 0                    | 5        | 0      | 0           | 0          |
| S. Spadari       | 21       | 0       | 4           | 0          | 1        | 0        | 0           | 0          | 0                    | 0                    | 0                    | 0                    | 22       | 0      | 4           | 0          |
| G. Gasparotto    | 9        | 0       | 2           | 0          | -        | -        | -           | -          | 1                    | 0                    | 0                    | 0                    | 10       | 0      | 2           | 0          |
| D. Giorgino      | 7        | 0       | 5           | 0          | -        | -        | -           | -          | 0                    | 0                    | 0                    | 0                    | 7        | 0      | 5           | 0          |
| S.M. Giacani     | 3        | 0       | 2           | 0          | -        | -        | -           | -          | 0                    | 0                    | 0                    | 0                    | 3        | 0      | 2           | 0          |
| M. Lionetti      | 4        | 0       | 0           | 0          | -        | -        | -           | -          | 0                    | 0                    | 0                    | 0                    | 4        | 0      | 0           | 0          |
| S. Aquilani      | 19       | 2       | 2           | 0          | -        | -        | -           | -          | 0                    | 0                    | 0                    | 0                    | 19       | 2      | 2           | 0          |
| P. Manzo         | 18       | 5       | 4           | 1          | 1        | 0        | 1           | 0          | 1                    | 0                    | 0                    | 0                    | 20       | 5      | 5           | 1          |
| I. Miličević     | 20       | 5       | 1           | 0          | 1        | 0        | 1           | 0          | 0                    | 0                    | 0                    | 0                    | 21       | 5      | 2           | 0          |
| F.M. Morgavi     | 2        | 0       | 0           | 0          | -        | -        | -           | -          | 0                    | 0                    | 0                    | 0                    | 2        | 0      | 0           | 0          |
| D. Pontrelli     | 10       | 0       | 0           | 0          | 0        | 0        | 0           | 0          | 1                    | 0                    | 0                    | 0                    | 11       | 0      | 0           | 0          |
| D. Rocco         | 19       | 12      | 7           | 0          | 1        | 2        | 0           | 0          | 0                    | 0                    | 0                    | 0                    | 20       | 14     | 7           | 0          |
| R. Risa          | 1        | 0       | 0           | 0          | -        | -        | -           | -          | 0                    | 0                    | 0                    | 0                    | 1        | 0      | 0           | 0          |
| G. Clara         | 3        | 0       | 0           | 0          | -        | -        | -           | -          | 0                    | 0                    | 0                    | 0                    | 3        | 0      | 0           | 0          |
| F. Kabangu       | 3        | 0       | 0           | 0          | -        | -        | -           | -          | 0                    | 0                    | 0                    | 0                    | 3        | 0      | 0           | 0          |